# 島田莉生
島田 莉生（しまだ りお）は、NHKのアナウンサー。

## 人物
東京都出身。慶應義塾志木高等学校、慶應義塾大学卒業後、2019年入局。山口放送局でデビュー。

## 嗜好・挿話
- 高校・大学と男声合唱団に入っていた。
- 2023年春に鹿児島局に異動した[2]。
- 石川県の能登半島からリポートをしたことがある。
- 趣味はテニス、フットサル、映画鑑賞[3][4]。

## 現在の担当番組
- 情報WAVEかごしま（キャスター : 2024年4月5日 - ）[5]
- 情報WAVE845かごしま（ローテーション制）
- 鹿児島県のニュース・中継・リポート

## 過去の担当番組
山口放送局時代（2019年度 - 2022年度）
- どーも、NHK（2019年6月9日） - 新人お披露目
- 情報維新!やまぐち（木曜・金曜キャスター：2022年4月7日 - 2023年3月24日）
- 山口県のニュース・中継・リポート
- 情報維新!やまぐち845

鹿児島放送局時代（2023年度 - ）
- 情報WAVEかごしま
  - 白鳥哲也の代理キャスター（2023年5月26日、8月21日 - 8月25日、2024年12月23日 - 25日）
- 台風6号関連特設ニュース（2023年8月8日・九州沖縄地方） - 鹿児島放送局より鹿児島県内の災害状況を伝えた。
- 首都圏ネットワークTrendPicks（ナビゲーター代行：2024年1月18日）
- 令和6年能登半島地震の災害報道対応による金沢放送局への応援派遣
  - 能登半島地震 ライフライン情報（2024年2月7日：全国放送） - 輪島市から中継リポート
  - かがのとイブニング（2024年2月7日） - 輪島市からリポート
  - 正午のニュース、能登半島地震 ライフライン情報（2024年2月8日：全国放送） - 珠洲市から中継リポート
  - かがのとイブニング（2024年2月8日） - 珠洲市からリポート